# Prirodoslovni muzej Slovenije
Prirodoslovni muzej Slovenije (kratica PMS) je osrednji slovenski muzej na področju naravoslovja, ki ima svoje prostore v palači Rudolfinum na Prešernovi ulici (vhod za obiskovalce z Muzejske ulice 1) v Ljubljani, v neposredni bližini stavbe Državnega zbora Republike Slovenije na drugi strani Trga narodnih herojev.
Ustanovljen je bil leta 1821 kot Deželni muzej; ob ustanovitvi je avstrijska vlada muzeju odstopila zbirko knjig in mineralov Žige Zoisa, pridobili pa so tudi zbirki žuželk Ferdinanda Jožefa Schmidta ter polžjih hišic grofa Hohenwarta. Poleg muzejske dejavnosti se inštitucija ukvarja tudi z raziskavami, usmerjenimi predvsem v spoznavanje slovenske naravne dediščine. Direktor muzeja je je geolog Miha Jeršek.
Muzej trenutno doživlja prostorsko stisko, saj si prostore v poslopju Rudolfinum deli z Narodnim muzejem. Del depoja muzejskih zbirk se tako nahaja v komercialnih skladiščih v ljubljanskem BTCju. Že več deseletij je v načrtu gradnja nove muzejske stavbe v biološkem središču pod Rožnikom, ki pa do zdaj še ni bila realizirana.
Muzej ima eno dislocirano enoto, Alpski botanični vrt Juliana v Trenti.